# 大岳院
大岳院（だいがくいん）とは、鳥取県倉吉市にある曹洞宗の仏教寺院。本尊は釈迦牟尼佛。有栖川宮御祈願所。江戸時代初期にこの地で没した里見忠義と8人の家臣（八賢士）の墓がある。

## 歴史

### 前史
『伯耆民諺記』によれば、戦国時代の天正の頃、現在の大岳院の敷地には南条氏家臣・山名氏豊（伯耆守護山名氏の一族）の館が存在したという。倉吉市の発掘調査では、氏豊の時代とずれるものの、室町時代ごろと思われる富裕層の屋敷跡が発見されており、山名氏の守護所跡との指摘もある。

### 中村栄忠による創建
大岳院は慶長10年（1605年）、米子藩重臣で打吹城（倉吉城）主の中村栄忠により、父・中村一栄（1604年没）の菩提寺として現在地に創建された。中村一栄は、豊臣政権三中老で駿府城主であった中村一氏の弟で、駿河時代には沼津城（三枚橋城）を預かっていた。慶長5年（1600年）、一氏の子・中村一忠が米子に移されると、一栄は八橋城主となった。
父の後を継いだ栄忠は拠点を倉吉に移し、このため本寺も当地に創建されることになった。山号と院号は一栄の法名「萬祥寺殿大岳周碵大居士」に因んでいる。開基には一栄を据え、一栄の実兄である孝山智順を開山とした。しかし、中村氏は1609年に改易された。

### 里見忠義と八賢士
慶長19年（1614年）、安房国館山藩主・里見忠義は大久保忠隣失脚に連座し、倉吉藩に移封された。実質的には流罪ともいわれ、忠義は打吹城に入ることはなく大岳院門前の神坂村に居住した。大岳院には里見忠義が寄進した「三彩稜花刻花文盤」が寺宝として現存する。忠義はそののち堀村（現・関金町）に移り、元和8年（1622年）に没した。戒名は「雲晴院殿心叟賢涼大居士」。忠義は遺言により大岳院に葬られた。
忠義の葬儀ののち、8人の近臣が殉死した（人数には異説もある）。大岳院の過去帳には8人の殉死者の戒名が記されているが、主君の戒名にも含まれる「心」と「賢」の字が共通して入っており、とくに「賢」の字に着目して「八賢士」と呼ばれている。このことから曲亭馬琴の読本『南総里見八犬伝』の「八犬士」のモデルではないかという解釈がある。大岳院には忠義と八賢士の墓があるほか、忠義の叔父である正木時茂（正木大膳）や、家老堀江能登守の墓所もある。

### 大江磐代
大岳院の檀中からは、第119代光格天皇の生母・大江磐代（おおえ・いわしろ、1744年 - 1813年）が出た。倉吉で生まれた磐代は、父とともに京に上り、閑院宮典仁親王の女房となった女性である。大岳院には大江磐代（尊称して大江磐代君）の母「りん」の霊廟がある。なお、倉吉市内には大江磐代君を祀った大江神社がある。
大岳院は有栖川宮の祈願所となり、有栖川宮織仁親王、韶仁親王の位牌が祀られている。

## 境内
- 本堂
現在の本堂は1995年に改築された。
- 駒姫八幡 - 山名氏豊と娘・駒姫を祀る。「駒姫」の娘が、大江磐代君御母堂「おりんの方」といわれる。駒姫八幡の右隣がおりんの方の墓で、並んでいる。
- 鐘楼門
- 山門
- 観音堂
- 寺務所
- 大江磐代君御母堂おりんの方霊廟
- 有栖川宮織仁親王尊牌
- 有栖川宮韶仁親王尊牌
- 里見忠義と八賢士の墓
- 正木大膳の墓

## 文化財
- 三彩稜花刻花文盤 - 里見忠義の寄進、鳥取県指定保護文化財（1956年5月30日指定）

## 行事・祭事
- 倉吉里見時代行列 - 9月第一日曜日開催。道順は、大岳院⇒桑田醤油⇒高田酒造⇒豊田家住宅

## 交通アクセス
- 山陰本線 倉吉駅から日本交通・日ノ丸バス市内線西倉吉方面行きで12分、「赤瓦・白壁土蔵（明治町）」下車、徒歩3分

## 周辺
- 打吹玉川（重要伝統的建造物群保存地区）
- 打吹公園
- 打吹山